# Alice-Gletscher
Der Alice-Gletscher ist ein rund 21 Kilometer langer antarktischer Gletscher, der in der Königin-Alexandra-Kette des Transantarktischen Gebirges in den Beardmore-Gletscher mündet.
Der Alice-Gletscher wurde erstmals von Teilnehmern der Nimrod-Expedition (1907–1909) unter der Leitung des britischen Polarforschers Ernest Shackleton kartiert und nach Alice Marshall benannt, der Mutter des leitenden Expeditionsarztes Eric Marshall.